# 武論尊
武論尊（1947年6月16日—），日本男性漫畫原作者。本名岡村 善行（おかむら よしゆき），生於日本長野縣佐久市。

## 生平
16歲時進入日本航空自衛隊，成為受訓學員。服役7年後退伍，階級為三等空曹（空軍下士）。
筆名的由來是美國動作片演員查尔斯·布朗森。
因為版權的關係，武論尊筆名主要使用於集英社出版的作品，集英社之外的作品，則使用另一個筆名史村翔。

## 原作作品清單

### 武論尊名義
- （作畫：ハセベ陽、1972年1号（短篇31p）、週刊少年Jump、集英社）・處女作
- クライムスイーパー（作畫：逆井五郎、1973年、週刊少年Jump、集英社）
- (クライムスイーパー的第二部)（作畫：逆井五郎、1974年、週刊少年Jump）
- （作畫：平松伸二、1975年 - 1979年、週刊少年Jump）
- （作畫：南一平、1978年 - 1980年、月刊少年Jump、集英社）
- （作畫：政岡としや、1979年 - 1980年、月刊少年Jump、集英社）
- ビッグガン（作畫：門馬もとき、1980年、週刊少年Jump）
- ホールドアップ!（作畫：弓月光、1981年 - 1982年、Marguerite、集英社）
- マッド・ドッグ（作畫：鷹沢圭、1983年、週刊少年Jump）
- 北斗神拳（北斗の拳）（作畫：原哲夫、1983年 - 1988年、週刊少年Jump）全27卷
- マンモス（作畫：小成たか紀、1984年 - 1988年、月刊少年Jump）
- まじだよ!!（作畫：弓月光、1987年 - 1988年、月刊少年Jump）
- 王狼（作畫：三浦建太郎、1989年、月刊Animal House、白泉社）全1卷
- 王狼傳（王狼伝）（作畫：三浦建太郎、1990年、月刊Animal House）共1卷
- 末世英雄錄（ジャパン）（作畫：三浦建太郎、1992年、Young Animal、白泉社）全1卷
- むしむしころころ（作畫：あだちつよし、1993年 - 1996年、SUPER JUMP、集英社）
- 喋血殺神[註 1]（strain）（作畫：池上遼一、1996年 - 1998年、Big Comic Superior、小学館）全5卷
- （作畫：原哲夫、1997年No.2（巻頭カラー読切40p）、MANGA all Man、集英社）
- HEAT─灼熱─（HEAT -灼熱-）（作畫：池上遼一、1998年 - 2004年、Big Comic Superior）全17卷
- 冒牌流氓會社GO FOR BREAK！（GO FOR ぶれいく）（作畫：あだちつよし（安達 剛）、2000年、SUPER JUMP）全3卷
- 上升的太陽 RISING SUN（ライジング・サン）（作畫：松浦聡彦、2001年 - 2002年、週刊少年Sunday、小学館）全3卷
- 蒼天之拳（蒼天の拳）（監修担当、作畫：原哲夫、2001年 - 2010年、週刊Comic Bunch、新潮社）全22卷
- （作畫：あだち充、2002年36・37合併号（卷頭彩頁短篇51p）、週刊少年Sunday、小学館）
- G極道少女（G -GOKUDO GIRL）（作畫：原秀則、2002年 - 2004年、週刊Young Sunday、小学館）全5卷
- 超三國志霸-LORD（覇-LORD-）（作畫：池上遼一、2004年 - 2011年、Big Comic Superior）全22卷
  - 真三國志 SOUL霸 第2章（SOUL 覇 第2章）（作畫：池上遼一、2011年 - 2013年、Big Comic Superior）全3卷
- DOG LAW 超限之法（DOG LAW）（作畫：上條淳士、2008年 - 2009年、Big Comic Spirits・YS special、小学館）全1卷
- FULL SWING 全力以赴（FULL SWING）（作畫：マツセダイチ（松瀨大地）、2010年 - 、ゲッサン、小学館）全5卷
- （作畫：池上遼一、2013年 - 、Big Comic Superior）

### 史村翔名義
- （作畫：蛭田充、1975年、少年Action、双葉社）
- （作畫：桑田次郎、1975年、月刊少年Magazine、講談社）
- （作畫：岩崎健二、1977年 - 1978年、週刊少年Magazine）
- 空中雙響炮 AIR BASTARD（ファントム無頼）（作畫：新谷かおる、1978年 - 1984年、週刊少年Sunday増刊号、小学館） 基於自衛官經驗的執筆作品。全10卷
- （1979年 - 1980年、作畫：峰岸とおる、週刊少年Magazine、講談社）
- Oh! タカラヅカ（作畫：小野新二、1980年 - 1983年、週刊Young Magazine、講談社）
- （作畫：金井たつお、1981年 - 1982年、週刊少年Sunday）
- （作畫：沖一、1981年 - 1982年、週刊Young Magazine）
- ワイルドウェイ（作畫：井上大助、週刊少年Magazine）
- （作畫：しのはら勉、1982年 - 1984年、週刊Young Magazine）
- バージンによろしく（作畫：守村大、Morning、講談社）
- ASTRONAUTS（作畫：沖一、1984年 - 1986年、週刊Young Magazine）
- 流氓俠醫（Dr.クマひげ）（作畫：ながやす巧、1985年 - 1988年、週刊Young Magazine）全5卷
- SHOGUN（作畫：所十三、1988年 - 1991年、週刊少年Magazine）
- （作畫：岡村賢二、1989年、週刊Young Magazine）
- （1989年、週刊少年Magazine）
- （作畫：すぎむらしんいち、1989年 - 1991年、週刊Young Magazine）
- 聖堂教父（サンクチュアリ）（作畫：池上遼一、1990年 - 1995年、Big Comic Superior）單行本全12卷、完全版全7卷。
- ハワイアンスカイ（作畫：若林健次、Mr. Magazine、講談社）
- 賭鑊甘（パッパカパー）（作畫：水野トビオ、1992年 - 1994年、週刊Young Magazine）
- （作畫：相馬雅之、1994年、週刊Young Magazine）
- （作畫：直木ミッチー、ヤングマガジン増刊エグザクタ、講談社）
- 奧狄賽 ODYSSEY（オデッセイ）（作畫：池上遼一、1995年 - 1996年、Big Comic Superior）全3卷
- 天空忍戰（天空忍伝バトルボイジャー）（作畫：結賀さとる、1995年 - 1997年、月刊少年GANGAN、SQUARE ENIX）全4冊
- ラフストーリー（作畫：水野トビオ、1997年、週刊Young Magazine）
- 終極戰士（G-HARD）（作畫：所十三、1998年 - 1999年、週刊少年Magazine）
- さんぴんぶれいく（作畫：山本隆一郎、1998年 - 1999年、Young Magazine Uppers、講談社）
- フーセン（作畫：水野トビオ、Young Magazine Uppers）
- SILENCER（作畫：ながてゆか、2012年 - 2014年、Big Comic Superior）
- BEGIN（作畫：池上遼一、2016年 - 、Big Comic Superior）

## 備註
1. ↑  東立出版社譯為「喋血殺神」，時報文化譯為「喋血煞星」。

1. ↑  . 漫畫街. 2003-09-08. （原始内容存档于2022-10-07）.